# 阿納真小鯉
阿納真小鯉（學名：Cyprinella analostana）為輻鰭魚綱鯉形目雅羅魚科真小鯉屬的其中一種，分布於北美洲美國紐約州至南卡羅萊納州淡水流域，體長可達11公分，棲息在岩石底質的小溪或水塘，以昆蟲為食，繁殖期在春季和夏季，雌魚在一個季節內產卵數次，卵產在裂縫和縫隙中、岩石下、樹根和木屑上，雄魚守衛著魚卵直到卵孵化。

## 扩展阅读
維基物種上的相關：阿納真小鯉